# Campremy
Campremy település Franciaországban, Oise megyében. Lakosainak száma 476 fő (2022. január 1.). Campremy Ansauvillers, Bonvillers, Noyers-Saint-Martin, Saint-André-Farivillers, Thieux és Wavignies községekkel határos.

## Népesség
A település népességének változása:
| Lakosok száma | 477  | 505  | 497  | 490  | 482  | 480  | 481  | 484  | 476  |
|               | 2013 | 2015 | 2016 | 2017 | 2018 | 2019 | 2020 | 2021 | 2022 |